# Sanomatalo
La maison de la presse (en finnois : Sanomatalo) est située dans le quartier de Kluuvi à Helsinki en Finlande.

## Architecture
Le Sanomatalo est un immeuble de bureaux et de commerce construit dans le centre-ville d'Helsinki, en bordure de la place du citoyen, entre la Postitalo et la Gare centrale au nord et la Maison de la musique au sud.
Le bâtiment a 12 niveaux, une superficie de 43 000 m2 et un volume de 231 000 m3.
Le dernier étage héberge les bureaux de Helsingin Sanomat, Ilta-Sanomat et Taloussanomat.